# Ochropleura portieri
Ochropleura portieri là một loài bướm đêm trong họ Noctuidae.